# Emile Rudolf Westerbeek van Eerten
Emile Rudolf Westerbeek van Eerten (Hummelo, 9 juni 1922 – Utrecht, 13 april 1982) was een Nederlands politicus van de CHU en later DS'70.
Westerbeek van Eerten werd geboren als zoon van de arts Bartholomeus Johannes Westerbeek van Eerten (1888-1975). Hij ging in Zutphen naar de hbs en tijdens de oorlogsjaren is hij ondergedoken geweest om aan de 'Arbeitseinsatz' te ontkomen. Na de Tweede Wereldoorlog volgde twee jaar militaire dienstplicht waarvoor hij in Engeland, Australië en het toenmalige Nederlands-Indië verbleef. Vervolgens werd hij volontair bij de gemeentesecretarie van Hengelo waarna hij werkzaam was voor de gemeenten Hummelo en Keppel en Aalten. In 1956 werd hij hoofdcommies en plaatsvervangend chef van het kabinet van de commissaris van de Koningin van Gelderland. 
In oktober 1961 werd Westerbeek van Eerten benoemd tot burgemeester van de gemeenten Ophemert en Varik. Daarnaast was hij vanaf 1971 (aanvankelijk waarnemend) burgemeester van Est en Opijnen wat hij tot 1976 zou blijven. In 1978 fuseerden Ophemert, Varik en nog enkele gemeenten tot de nieuwe gemeente Neerijnen waarvan hij de burgemeester werd. Het jaar erop ging hij met ziekteverlof waarop S.J. Wijnperle als waarnemend burgemeester werd benoemd. Westerbeek van Eerten zou niet meer terugkeren en begin 1980 werd hem ontslag verleend. In 1982 overleed hij op 59-jarige leeftijd aan een hersentumor. 
In Varik is naar hem de 'Burgemeester Westerbeek van Eertenschool' vernoemd.